# Tove Nielsen
Pour les articles homonymes, voir Nielsen.
Tove Nielsen, née le 8 avril 1941 à Durup (Danemark), est une femme politique danoise, membre du parti Venstre, ancienne ministre, ancienne députée au Parlement (le Folketing) ainsi qu'au Parlement européen.